# Кошарка на Летњим олимпијским играма
Кошарка на олимпијским играма се први пут појавила као демонстрациони спорт још на Играма у Сент Луису 1904. године. Од 1936. године налази се у редовном програму Олимпијских игара. 
Први пут на Олимпијским играма кошарка се појавила 1904. године у Сент Луису као пробни спорт. Тадашње такмичење одржано је између тимова које су чинили само Американци. Кошарка се као званични спорт на Олимпијским играма појавила 1936. године у Берлину. Утакмице су игране напољу на тениским теренима. 
На Олимпијским играма 1948. у Лондону први пут се играло у затвореном простору. Репрезентација Сједињених Америчких Држава била је доминантна у почетку и освојила је првих седам Олимпијских игара не изгубивши ниједан меч, све до 1972. године. Кошарка се као спорт појавила 20 пута на Олимпијским играма. Жене су се кошаркашком турниру на Олимпијским играма прикључиле 1976. године на играма у Монтреалу. 
На Олимпијком турниру 1992.године у Барселони први пут је било дозвољено професионалним НБА играчима да наступају за репрезентацију, па је тако селекција САД-а саставила најјачи тим у историји кошарке под називом „Тим снова” (енг: Дрим тим).
Од како је омогућено НБА играчима да наступају на Олимпијском кошаркашком турниру репрезентација  Сједињених Америчких Држава само на играма 2004.године није освојила златну медаљу, док је на Олимпијским играма у Токију 2020.године доживела први пораз још од 2004. године.
У обе конкуренције најтрофејније су селекције Сједињених Држава које у укупном збиру имају чак 30 медаља: 25 златних, 2 сребрне и 3 бронзане.

## Систем такмичења на Олимпијским играма
На Олимпијским играма у Токију 2020. године промењен је систем такмичења. Дванаест репрезентација распоређено је у три различите групе. Из сваке од њих по две најбоље пласиране одлазе у четвртфинале, док се њима прикључују и две најбоље трећепласиране. Такмичење завршавају најлошија трећепласирана и све четвртопласиране селекције из сваке групе. 
Да би спречили могућност калкулација из ФИБА-е су одлучили да се парови четвртфинала одређују жребом, тако да ниједна репрезентација не зна са киме се може сусрести у нокаут фази. 

## Занимљивости
Највише поена на једној утакмици у историји кошаркашког турнира на Олимпијским играма постигнуто је 2012. године, када су Сједињене Америчке Државе савладале Нигерију резултатом 156:73 и на том сусрету постигнуто је укупно 229 поена. 
Победа са највећом разликом остварена је 1948. године, када је Кореја савладала Ирак са тачно 100 поена разлике, резултат је био 120:20, док је Кина такође против Ирака остварила тријумф од 100 поена разлике, 125:25. Најмање поена на једној утакмици виђено је 1936. године када су САД савладале Канаду резултатом 19:8. Најдужи победнички низ на Олимпијским играма имала је селекција САД која је у периоду између 1936. и 1972. године остварила 63 узастопна тријумфа. 
Најбољи стрелац у историји кошаркашког турнира на Олимпијским играма је Бразилац Оскар Шмит, који је уписао укупно 1.093 поена, уз просек од 28,8 поена по мечу. Шмит такође држи рекорд по броју постигнутих поена на једној утакмици, пошто је 1988. године убацио 55 поена против Шпаније.
На женском турниру само су две репрезентације освајале златну медаљу, САД и СССР док су у мушкој четири различите селекције освајале златна одличја. 
Дајана Тораси и Су Берд су једине играчице које су освојиле 5 златних медаља, док је у мушкој конкуренцији Кармело Ентони једини кошаркаш са три освојена златна одличја.

## Мушкарци

### Освајачи медаља
| Година       | Домаћин        | Финале           | Финале       | Финале           | Меч за треће место | Меч за треће место | Меч за треће место                  |
| Година       | Домаћин        | Злато            | Резултат     | Сребро           | Бронза             | Резултат           | Четврто место                       |
| ------------ | -------------- | ---------------- | ------------ | ---------------- | ------------------ | ------------------ | ----------------------------------- |
| 1936. детаљи | Берлин         | Сједињене Државе | 19:8         | Канада           | Мексико            | 26:12              | Пољска                              |
| 1948. детаљи | Лондон         | Сједињене Државе | 65:21        | Француска        | Бразил             | 52:47              | Мексико                             |
| 1952. детаљи | Хелсинки       | Сједињене Државе | 36:25        | Совјетски Савез  | Уругвај            | 68:59              | Аргентина                           |
| 1956. детаљи | Мелбурн        | Сједињене Државе | 89:55        | Совјетски Савез  | Уругвај            | 71:62              | Француска                           |
| 1960. детаљи | Рим            | Сједињене Државе | Берг. систем | Совјетски Савез  | Бразил             | Берг. систем       | Италија                             |
| 1964. детаљи | Токио          | Сједињене Државе | 73:59        | Совјетски Савез  | Бразил             | 76:60              | Порторико                           |
| 1968. детаљи | Мексико сити   | Сједињене Државе | 65:50        | Југославија      | Совјетски Савез    | 70:53              | Бразил                              |
| 1972. детаљи | Минхен         | Совјетски Савез  | 51:50        | Сједињене Државе | Куба               | 66:65              | Италија                             |
| 1976. детаљи | Монтреал       | Сједињене Државе | 95:74        | Југославија      | Совјетски Савез    | 100:72             | Канада                              |
| 1980. детаљи | Москва         | Југославија      | 86:77        | Италија          | Совјетски Савез    | 117:94             | Шпанија                             |
| 1984. детаљи | Лос Анђелес    | Сједињене Државе | 96:65        | Шпанија          | Југославија        | 88:82              | Канада                              |
| 1988. детаљи | Сеул           | Совјетски Савез  | 76:63        | Југославија      | Сједињене Државе   | 78:49              | Аустралија                          |
| 1992. детаљи | Барселона      | Сједињене Државе | 117:85       | Хрватска         | Литванија          | 82:78              | Уједињени тим на олимпијским играма |
| 1996. детаљи | Атланта        | Сједињене Државе | 95:69        | Југославија      | Литванија          | 80:74              | Аустралија                          |
| 2000. детаљи | Сиднеј         | Сједињене Државе | 85:75        | Француска        | Литванија          | 89:71              | Аустралија                          |
| 2004. детаљи | Атина          | Аргентина        | 84:69        | Италија          | Сједињене Државе   | 104:96             | Литванија                           |
| 2008. детаљи | Пекинг         | Сједињене Државе | 118:107      | Шпанија          | Аргентина          | 87:75              | Литванија                           |
| 2012. детаљи | Лондон         | Сједињене Државе | 107:100      | Шпанија          | Русија             | 81:77              | Аргентина                           |
| 2016. детаљи | Рио де Жанеиро | Сједињене Државе | 96:66        | Србија           | Шпанија            | 89:88              | Аустралија                          |
| 2021. детаљи | Токио          | Сједињене Државе | 87:82        | Француска        | Аустралија         | 107:93             | Словенија                           |
| 2024. детаљи | Париз          | Сједињене Државе | 98:87        | Француска        | Србија             | 93:83              | Немачка                             |

### Биланс медаља
Стање након Олимпијских игара 2024.
| Држава           |    |    |    |    |
| ---------------- | -- | -- | -- | -- |
| Сједињене Државе | 17 | 1  | 2  | 20 |
| Русија           | 2  | 4  | 4  | 10 |
| Србија           | 1  | 5  | 2  | 8  |
| Аргентина        | 1  | 0  | 1  | 2  |
| Француска        | 0  | 4  | 0  | 4  |
| Шпанија          | 0  | 3  | 1  | 4  |
| Италија          | 0  | 2  | 0  | 2  |
| Канада           | 0  | 1  | 0  | 1  |
| Хрватска         | 0  | 1  | 0  | 1  |
| Бразил           | 0  | 0  | 3  | 3  |
| Литванија        | 0  | 0  | 3  | 3  |
| Уругвај          | 0  | 0  | 2  | 2  |
| Куба             | 0  | 0  | 1  | 1  |
| Мексико          | 0  | 0  | 1  | 1  |
| Аустралија       | 0  | 0  | 1  | 1  |
| Укупно           | 21 | 21 | 21 | 63 |

ФИБА сматра Русију и Србију наследницама успеха, медаља и резултата некадашњих селекција Совјетског Савеза и СФРЈ. СРЈ и СЦГ . Зарад боље прегледности у неким табела ФИБА и посебно МОК медаље разврстава по земљама које су је освајале, а не по наследницама.

## Жене

### Освајачице медаља
| Година       | Домаћин        | Финале                              | Финале   | Финале           | Меч за треће место | Меч за треће место | Меч за треће место |
| Година       | Домаћин        | Злато                               | Резултат | Сребро           | Бронза             | Резултат           | Четврто место      |
| ------------ | -------------- | ----------------------------------- | -------- | ---------------- | ------------------ | ------------------ | ------------------ |
| 1976. детаљи | Монтреал       | Совјетски Савез                     | -        | Сједињене Државе | Бугарска           | -                  | Чехословачка       |
| 1980. детаљи | Москва         | Совјетски Савез                     | 104:73   | Бугарска         | Југославија        | 68:65              | Мађарска           |
| 1984. детаљи | Лос Анђелес    | Сједињене Државе                    | 85:55    | Јужна Кореја     | Кина               | 63:57              | Канада             |
| 1988. детаљи | Сеул           | Сједињене Државе                    | 77:70    | Југославија      | Совјетски Савез    | 68:53              | Аустралија         |
| 1992. детаљи | Барселона      | Уједињени тим на олимпијским играма | 75:66    | Кина             | Сједињене Државе   | 88:74              | Куба               |
| 1996. детаљи | Атланта        | Сједињене Државе                    | 111:87   | Бразил           | Аустралија         | 66:56              | Украјина           |
| 2000. детаљи | Сиднеј         | Сједињене Државе                    | 76:54    | Аустралија       | Бразил             | 84:73              | Јужна Кореја       |
| 2004. детаљи | Атина          | Сједињене Државе                    | 74:63    | Аустралија       | Русија             | 71:62              | Бразил             |
| 2008. детаљи | Пекинг         | Сједињене Државе                    | 92:65    | Аустралија       | Русија             | 94:81              | Кина               |
| 2012. детаљи | Лондон         | Сједињене Државе                    | 86:50    | Француска        | Аустралија         | 83:74              | Русија             |
| 2016. детаљи | Рио де Жанеиро | Сједињене Државе                    | 101:72   | Шпанија          | Србија             | 70:63              | Француска          |
| 2021. детаљи | Токио          | Сједињене Државе                    | 90:75    | Јапан            | Француска          | 91:76              | Србија             |
| 2024. детаљи | Париз          | Сједињене Државе                    | 67:66    | Француска        | Аустралија         | 85:81              | Белгија            |

### Биланс медаља
Стање након Олимпијских игара 2016.
| Држава           |    |    |    |    |
| ---------------- | -- | -- | -- | -- |
| Сједињене Државе | 10 | 1  | 1  | 12 |
| Русија           | 2  | 0  | 3  | 5  |
| Аустралија       | 0  | 3  | 3  | 6  |
| Француска        | 0  | 2  | 1  | 3  |
| Србија           | 0  | 1  | 3  | 4  |
| Бразил           | 0  | 1  | 1  | 2  |
| Кина             | 0  | 1  | 1  | 2  |
| Бугарска         | 0  | 1  | 1  | 2  |
| Јужна Кореја     | 0  | 1  | 0  | 1  |
| Шпанија          | 0  | 1  | 0  | 1  |
| Јапан            | 0  | 1  | 0  | 1  |
| Укупно           | 13 | 13 | 13 | 39 |

ФИБА сматра Русију и Србију наследницама успеха, медаља и резултата некадашњих селекција Совјетског Савеза и СФРЈ. СРЈ и СЦГ. Зарад боље прегледности у неким табела ФИБА и посебно МОК медаље разврстава по земљама које су је освајале, а не по наследницама.